# نفايات ضخمة

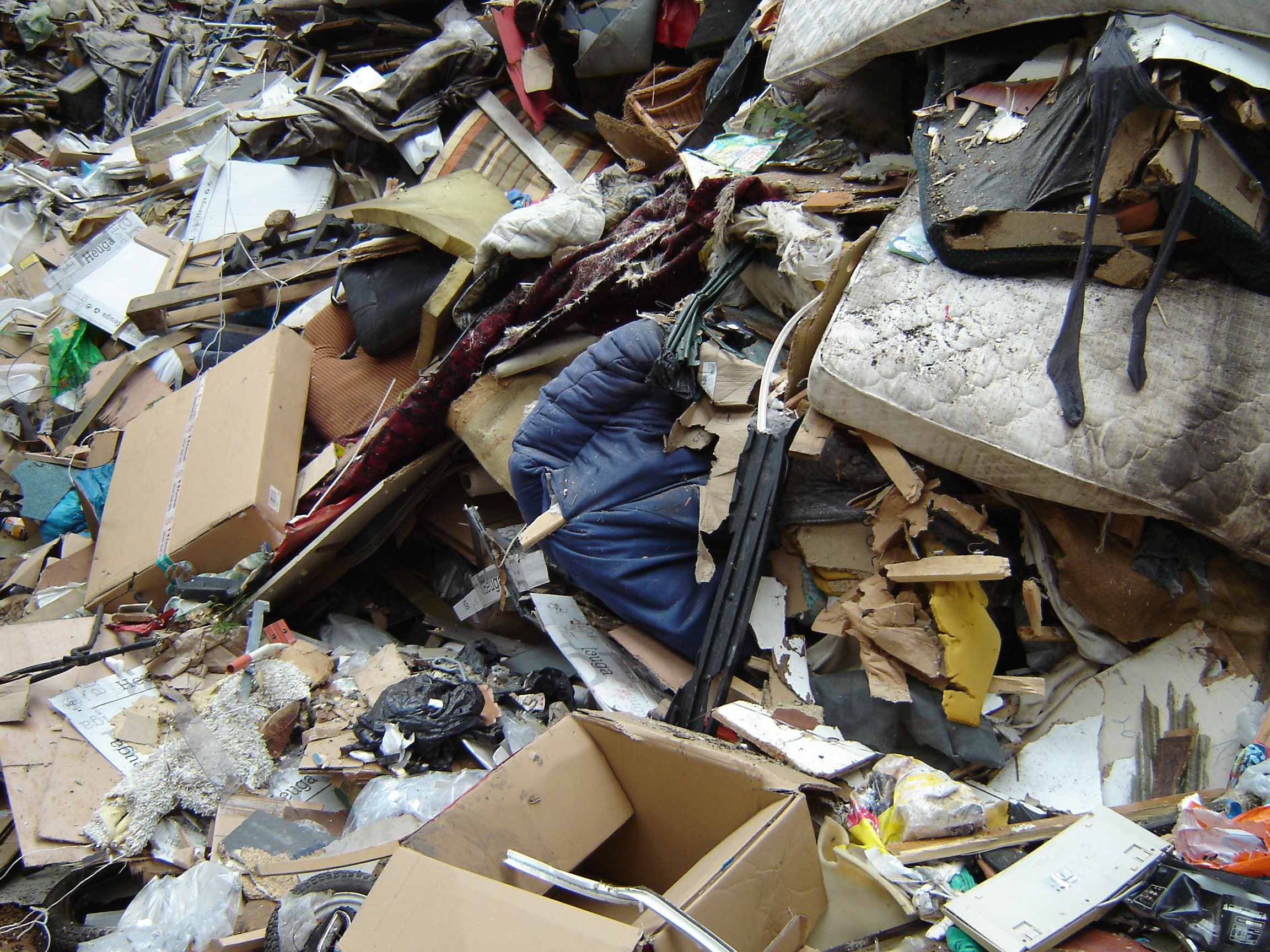
مثال على النفايات التجارية. أخذت الصورة في هيلو ، هولندا.

النفايات الضخمة أو النفايات كبيرة الحجم هو مصطلح تقني مأخوذ من إدارة النفايات لوصف أنواع النفايات الكبيرة جدًا بحيث لا يمكن قبولها من قبل جمع النفايات المنتظم. عادة ما يتم التقاطها بانتظام في العديد من البلدان من الشوارع أو أرصفة المنطقة. تُقدم هذه الخدمة مجانًا في العديد من الأماكن، ولكن غالبًا ما يتعين دفع رسوم.
وتشمل بنود النفايات الضخمة الأثاث (الأرائك، المناضد وغيرها)، والأجهزة الكبيرة (ثلاجات ، أفران ، تلفزيونات )، والأدوات الصحية (أحواض الاستحمام ، المراحيض ، والمصارف). يلتقط عاملوا النظافة كمية كبيرة من النفايات الضخمة قبل جمعها. يتم تصنيف الفروع والفرشاة وسجلات الأخشاب والنفايات الخضراء الأخرى على أنها نفايات ضخمة، على الرغم من أنه يمكن جمعها بشكل منفصل من خلال التمزيق أو التسميد.